# Richard Ettinghausen
Richard Ettinghausen (* 5. Februar 1906 in Frankfurt am Main; † 2. April 1979 in Princeton, New Jersey) war ein deutsch-amerikanischer Kunsthistoriker mit dem Spezialgebiet Islamische Kunst.

## Leben
Richard Ettinghausen wurde 1931 an der Universität Frankfurt promoviert und war danach an der Islamischen Abteilung der Berliner Museen tätig. Er emigrierte als Jude 1934 über Großbritannien in die USA, wo er Professor an der University of Michigan in Ann Arbor (1938–1944) wurde. 1944 bis 1966 war er Kurator an der Freer Gallery of Art in Washington. Ab 1966 war er Professor für Islamische Kunst am Institute of Fine Arts der New York University, ab 1969 dazu Leiter der islamischen Abteilung des Metropolitan Museums. 
Ab 1970 war er korrespondierendes Mitglied der British Academy und ab 1973 der Bayerischen Akademie der Wissenschaften. 1974 wurde er in die American Academy of Arts and Sciences und 1976 in die American Philosophical Society gewählt; 1975 wurde er Mitglied des Ordens Pour le Mérite.
Richard Ettinghausen war mit der Kunsthistorikerin Elizabeth Sgalitzer Ettinghausen verheiratet, mit der er zwei gemeinsame Söhne hatte.

## Schriften (Auswahl)
Siehe (bis 1974) auch Bibliography of the Writings of Richard Ettinghausen. In: Peter M. Chelkowski (Hrsg.): Studies in Art and Literature of the Near East in Honor of Richard Ettinghausen. Middle East Center, University of Utah, Salt Lake City / New York University Press, New York 1974, S. 5–25.
- The Character of Islamic Art. In: N. A. Faris (Hrsg.): The Arab Heritage. Princeton University Press, Princeton 1946, S. 251–267.
- The „Beveled Style“ in the Post-Samarra Period. In: G. C. Miles (Hrsg.): Archaeologica Orientalia in Memoriam Ernst Herzfeld. Locust Valley, New York 1952, S. 72–83.
- Interaction and Integration in Islamic Art. In: Gustav Edmund von Grunebaum (Hrsg.): Unity and Variety in Muslim Civilization (Comparative Studies of Culture and Civilization). The University of Chicago Press, Chicago/London 1955, S. 107–131.
- als Hrsg.: Aus der Welt der islamischen Kunst. Festschrift für Ernst Kühnel zum 75. Geburtstag am 26.10.1957. Gebr. Mann, Berlin 1959.
- Arabische Malerei (= Die Kunstschätze Asiens. Band 4, ZDB-ID 503322-6). Skira, Genf 1962.
- mit Ekrem Akurgal und Cyril Mango: Die Türkei und ihre Kunstschätze. Das Anatolien der frühen Königreiche. Byzanz. Die islamische Zeit. Skira, Genf 1966.
- Some Comments on Medieval Iranian Art (A propos the publication of “The Cambridge History of Iran”). In: Artibus Asiae. Band 31, Nr. 4, 1969, S. 276–300.
- From Byzantium to Sasanian Iran and the Islamic World. In: Richard Ettinghausen, Otto Kurz (Hrsg.): The L. A. Mayer Memorial Studies in Islamic Art and Archaeology. Band 3. Leiden 1972, S. 1–10.
- mit Ehsan Yarshater: Highlights of Persian Art. Boulder, Colorado, 1979.
- mit Oleg Grabar: The Art and Architecture of Islam 650–1250 (The Pelican History of Art). Harmondsworth 1987.